# Санкт-Петербург (группа)
«Санкт-Петербу́рг» — советская и российская рок-группа, образованная в 1969 году в Ленинграде. Одна из старейших рок-групп СССР; первая советская рок-группа, исполнившая программу, полностью состоящую из собственных песен на русском языке. Основатель, лидер и единственный постоянный участник — Владимир Рекшан.

## История

### 1967—1969 годы. Предыстория. Корабль дураков
Первый выход на сцену в составе рок-н-ролльной команды у Владимира Рекшана произошёл в 1967 году, когда он в составе университетской команды «Корабль дураков», собранной летом того же года, выступил в клубе «Маяк» на Красной улице на «День первокурсника биофака ЛГУ». В состав группы вошли: Владимир Рекшан (вокал, гитара), Игорь Горлинский (гитара), Илья Нехлюдов (бас), Вячеслав Гулин (барабаны), Яков Рехтер (рояль). Первые три участника были знакомы друг с другом ещё до поступления в университет, поскольку были одноклассниками 126-й школы Калининского района. Название коллективу было дано по сатирической поэме «Корабль дураков», сочинённой в XV веке в Германии сатириком Себастьяном Брантом. В апреле 1968 года к группе добавился второй вокалист Михаил Попов. Репертуар группы составляли перепевки песен популярных иностранных рок-групп. К концу 1968 года «Корабль дураков» распался. Записей группы не сохранилось. Поиграв после этого некоторое время на танцах в посёлке Пери в составе безымянной группы, Владимир Рекшан решил основать свою собственную группу.

### 1970-е годы. Основание группы. «Золотой» состав
Осенью 1969 года Владимир Рекшан, в то время студент исторического факультета ЛГУ, собирает собственную группу. В первом составе участвовали: Владимир Рекшан (вокал, гитара, губная гармошка), Алексей Матусов (бас, вокал), Борис Галкин (барабаны), Михаил Марский (фортепиано, перкуссия, вокал). Первые трое являлись легкоатлетами (занимались прыжками в высоту). Вскоре на смену ушедшему в армию Алексею Матусову временно приходит метатель молота Юрий Баландин. Репетиции коллектива проходили в актовом зале Мухинского училища, в котором учился Михаил Марский. Летом 1970 года группа получает название «Санкт-Петербург». 17 октября, перед дебютом новой группы на сцене того же клуба «Маяк», в составе группы появились Владимир Лемехов (ударные, вместо Бориса Галкина) и его брат Сергей (бас-гитара). Менеджером группы становится Жанна Жук, одна из основных фигур ленинградского рок-движения 1960-х — начала 1970-х. Группа сразу же становится знаменитой благодаря поэтически зрелым текстам, отражающим мироощущение «бунтующего» поколения конца 1960-х, мелодиям, стоящим на стыке ритм-энд-блюза и городского романса, эпатирующей по тем временам манере поведения на сцене. Всё это вместе с программой, составленной полностью из своих, русскоязычных песен, значительно выделяло группу на фоне остальных подражателей иностранным рок-звёздам. Появляются такие хиты, как «Осень», «Сердце камня», «Санкт-Петербург», «Ты, как вино».
В апреле 1971 года в Ленинграде Колей Васиным была создана подпольная коммерческая концертная организация «Поп-федерация», которая устраивала концерты, в основном, в закрытых на ночь ресторанах, маскируясь под «массовку» для съёмки фильмов. По сути, это была первая попытка объединения рок-движения в городе..Благодаря ей, группа «Санкт-Петербург» выступала с гастролирующими в СССР польскими фолк-рок исполнителями Скальды и Марылей Родович, выступавшей с группой «Тест». «Поп-федерация» просуществовала 10 месяцев. Владимир Лемехов уходит в армию, и вместо него на барабанах играет Николай Корзинин. В марте 1972 года из группы уходят Сергей Лемехов и Михаил Марский, и оригинальный состав распадается. Бас-гитаристом становится Евгений Останин, которого летом сменил Виктор Ковалёв, а клавишником — Юрий Белов, которого тем же летом сменил Никита Лызлов. Появляются песни «Позволь», «Открой мне двери, мой Санкт-Петербург», «Хвала воде», «Древняя дорога», «Спеши к восходу». В ноябре 1972 года в группу приходит 16-летний виртуоз, гитарист и скрипач Никита Зайцев. Так группа обретает свой «золотой» состав: Владимир Рекшан, Николай Корзинин, Виктор Ковалёв, Никита Зайцев, Никита Лызлов. Группа выходит на пик популярности. В репертуаре группы появляются песни Николая Корзинина, периодически заменяющего у микрофона Владимира Рекшана, часто уезжающего на легкоатлетические сборы. За барабанами появляются сессионные музыканты Андрей Алексеев и Владимир Лебедев.
Однако в январе 1974 года из-за расхождения во взглядах на будущее группы Владимира Рекшана с одной стороны и Николая Корзинина, Виктора Ковалёва и Никиты Зайцева с другой последние уходят из группы и образуют вместе с Михаилом Кордюковым и Сергеем Курёхиным свою группу — «Большой железный колокол». Владимир Рекшан и Никита Лызлов реорганизуют группу, возвращают братьев Лемеховых и берут гитариста Александра Тараненко, но к лету 1974 она распадается окончательно. Владимир Рекшан уходит в армию, профессионально занимается спортом и литературой.
В сентябре 1977 года Владимир Рекшан и Никита Лызлов вместе с гитаристом Вячеславом Евтеевым, басистом Олегом Поляковым, клавишником Александром Лопатиным, и ударником Николаем Зарубиным в селе Русско-Высоцкое при ДК местной одноимённой птицефабрики возобновляют репетиции и готовят новую программу. На несколько выступлений 1977—1978 годов к группе вновь присоединяются Николай Корзинин, Виктор Ковалёв, Никита Зайцев, однако группа вновь распадается, Владимир Рекшан активно занимается литературой, иногда выступая с Николаем Корзининым, Виктором Ковалёвым в составе группы «Риск. О!»

### Середина 1980-х. «Город»
Осенью 1981 года, после открытия Ленинградского рок-клуба, Владимир Рекшан решает вернуться на сцену, и группа «Риск. О!» с небольшими изменениями превращается в группу с «прозрачным» названием «Город». Участниками группы становятся: Владимир Рекшан (вокал), Николай Корзинин (ударные, вокал), Виктор Ковалёв (бас), а также, Владимир Желудов (гитара) и Олег Иванов (клавиши). Программу группы составляют песни Владимира Рекшана и Николая Корзинина. Их дебют состоялся 7 марта 1982 года на концерте, посвящённом первой годовщине открытия Ленинградского рок-клуба. Группа выступает с концертами, однако вскоре опять распадается.
В мае 1985 года Владимир Рекшан выступает с группой «Продолжение следует», а осенью окончательно решает возродить группу «Город». Басистом становится Евгений Волощук, на барабанах играет Николай Корзинин, на клавишает играет Кирилл Широков. Появляются такие хиты, как «Невский проспект», «Красный бант», «Мужчина — это рок». В марте 1986 года к группе присоединяется соло-гитарист Сергей Болотников. Группа выступает на пятилетии Ленинградского рок-клуба вместе с группами «Мифы», «Кино», «Аквариум», «Зоопарк». Происходит выступление в посёлке Шушары с только что появившейся группой АукцЫон. В мае 1986 года «Город» получает право открыть IV фестиваль Ленинградского рок-клуба.

### 1987—1999 годы. Возрождение «Санкт-Петербурга»
В марте 1987 года после возвращения Никиты Зайцева группа берёт себе своё старое название и выступает в историческом составе: Владимир Рекшан (вокал, гитара), Николай Корзинин (ударные, вокал), Никита Зайцев (гитара, скрипка), Виктор Ковалёв (бас). Первое выступление происходит 1 апреля 1987 год на «Дне возрождения рок-н-ролла», организованном Колей Васиным в ДК Железнодорожников. 3 июня группа выступает на V фестивале Ленинградского рок-клуба с группами «Провинция», «Сезон Дождей», «Кино». Никита Зайцев отмечен как гитарист, Николай Корзинин — как барабанщик, Владимир Рекшан — как лучший хранитель традиций ленинградского рока.
В 1988 году к группе присоединяется гитарист Андрей Мерчанский. 7 июня группа играет на площадке «Зимнего стадиона» в рамках VI фестиваля Ленинградского рок-клуба; Рекшан называет это выступление лучшим из выступлений группы на фестивалях ЛРК. Группа ездит с гастролями по СССР. В 1988 году ПО «Видеофильм» снимает полнометражную ленту, посвящённую группе. Владимир Рекшан выступает на вечере памяти Александра Башлачёва в Ленинградском рок-клубе 21 февраля 1988 года вместе с Юрием Наумовым, Виктором Цоем, Юрием Шевчуком, Борисом Гребенщиковым, Петром Мамоновым, Святославом Задерием, Константином Кинчевым и другими музыкантами. В 1989 году Владимир Рекшан также выступает с акустической программой в ДК Пищевиков на ещё одном концерте памяти Александра Башлачёва вместе с Янкой Дягилевой, Дмитрием Ревякиным, Полковником, Олегом Гаркушей и другими исполнителями. В конце 1989 погибает клавишник «золотого» состава, переставший к тому времени заниматься музыкой и возглавивший НИИ, Никита Лызлов.
1989 год —группа становится лауреатом Песни-89 с песней «Русские» (Сергей Волкогонов- Борис Дубровин).
Помимо музыки, Владимир Рекшан занимается литературой, в частности, в 1990 году выходит его книга «Кайф», рассказывающая об истории группы «Санкт-Петербург» и всего отечественного рока. Иллюстрации для книги делал Сергей Лемехов. В январе 1990 года Владимир Рекшан с помощью сессионных музыкантов, но под названием «Санкт-Петербург» записывает звуковую дорожку к фильму «Панцирь». На фирме «Мелодия» выходит виниловая пластинка с записями VI фестиваля Ленинградского рок-клуба, куда входит песня «Невский проспект». Музыканты выступают в Челябинске на фестивале «АкуРок» вместе с Александром Ляпиным, Майком Науменко, Дюшей Романовым, Александром Дёминым и другими.
В последующие несколько лет группа активно выступает на концертах, среди которых можно выделить выступление 7 марта 1991 года на VIII фестивале Ленинградского рок-клуба, выступление в августе 1991 года на Дворцовой площади в поддержку Бориса Ельцина и «зарождающейся демократии», участие в грандиозном трёхдневном концерте «Сатурн-шоу» в СКК «Петербургский» в честь дня рождения Джона Леннона в 1991 году и в ДС «Юбилейный» через год, выступление в Челябинске на фестивале «Европа+Азия» вместе с группами «Алиса», «Наутилус Помпилиус», «Опыты Александра Ляпина». В составе группы появляются клавишник Сергей Рудашевский и гитарист Сергей Донов, которого в 1992 году сменяет Сергей Степанов.
Первый клип группы был снят на песню «Пасха». Эта песня был впервые исполнена в 1988 году на выступлении группы на VII фестивале Ленинградского рок-клуба. Вскоре эта песня была записана Николаем Корзининым и Никитой Зайцевым (в незаконченном альбоме их проекта «Неприкосновенный запас»), и на неё был снят клип режиссёром Олегом Агафоновым. Вскоре после «августовского путча» ГКЧП в 1991 году Олегом Агафоновым была снята передача, в которой Владимир Рекшан под аккомпанемент музыкантов групп «НЭП» и «Мифы» исполняет песню «Прощай, Империя!». В 1993 году в актовом зале Мухинского училища Олег Агафонов снимает клип на песню «Дура». Клип на песню «Лирика капитализма» был снят в 1996 году. Также у группы есть клип на песню «Невский проспект».
В 1993 году музыканты в составе: Владимир Рекшан (вокал, гармошка), Николай Корзинин (барабаны, вокал), Сергей Степанов (гитара), Василий Соколов (бас), Сергей Рудашевский (клавиши) делают первую студийную запись группы — «Коллекционный альбом '69-'94», в который вошли как старые хиты группы, так и несколько новых. Запись происходила с марта по май, а выпущен диск был в 1994 году. В конце 1994 года Сергей Рудашевский и Сергей Степанов уходят и собирают свою группу «Jet Fighters», позже — «Jack Daniels». В мае 1995 года умирает бывший гитарист группы Вячеслав Евтеев. После небольшого затишья летом 1996 года Владимир Рекшан, Николай Корзинин, Николай Богданов, Евгений Волощук, Стас Веденин, Сергей Болотников, а также некоторые сессионные музыканты (например, Дюша Романов) вновь собираются и записывают альбом «Лирика капитализма», состоящий преимущественно из песен 1980—1990-х годов. Также было решено восстановить (заново записать) на студии «АнТроп» музыкальные архивы группы, которых оказалось 5 альбомов. Один из них был издан в 1997 году и получил название «Классика». В него вошли песни, исполнявшиеся в начале 1970-х: программа оказалась записанной на студии спустя более четверти века. В записи принимали участие: Владимир Рекшан (вокал), Николай Корзинин (вокал, барабаны), Никита Зайцев (гитары, скрипка), Евгений Волощук (бас, звук), Юрий Задоров (клавиши). Также в 1997 году выходит альбом «Революция», состоящий преимущественно из старых песен соответствующей тематики. Песни изначально подбирались для гастролей в США перед русскоязычной публикой, но поездка не состоялась. К концу 1990-х группа возобновляет активную концертную деятельность.

### 2000-е. Современный «Санкт-Петербург»
28 июля 2000 года «Санкт-Петербург» выступает на концерте, посвящённом дню рождения уже покойного Дюши Романова в акустическом составе: Владимир Рекшан (гитара, вокал), Никита Зайцев (скрипка), Евгений Волощук (бас). Этот концерт стал одним из последних для Никиты Зайцева, умершего 23 августа от комы печени. В октябре 2000 года группа в составе: Владимир Рекшан (ритм-гитара, вокал), Евгений Волощук (бас), Николай Корзинин (барбаны), Александр Ляпин (соло-гитара) выступает в ДС «Юбилейный» на концерте, посвящённом 20-летию Ленинградского рок-клуба. Летом 2001 года в группу возвращается гитарист Николай Богданов. На РТР выходит фильм «Революция Любви» с сюжетом про группу «Санкт-Петербург». В 2002 году у группы появляется свой сайт в Интернете.
Группа выступает на ежегодных фестивалях «Окна открой!», на концерте в СКК «Петербургский» в честь дня рождения арт-центра «Пушкинская, 10», на ежегодном международном фестивале Сергея Курёхина SKIF. В 2003 году выходят CD-версия альбома «Революция», альбом «Живьём!» с архивными записями выступлений с VI фестиваля Ленинградского рок-клуба (1988 год), концерта, посвящённого дню рождения Дюши Романова (2000 год) и студийной версией песни «Росток-блюз», альбом «Трезвость» (второе название — «Serenity prayer» — «Молитва о душевном покое»). В 2004 году выходит диск «Хвост и Рекшан на Мормартре» с записью квартирника с Алексеем Хвостенко, проходившего во Франции. На CD-приложении «Meilleur rock ruse a paris» к журналу на французском языке «Русская мысль» («La Pensêe Russe») тиражом 10 000 экземпляров выходят песни группы «Санкт-Петербург» (вместе с песнями Алексея Хвостенко, Вячеслава Бутусова, групп «ДДТ» и «Аквариум»). Этот диск оказался самым крупнотиражным сборником русского рока, издававшимся за пределами России. 5 июня 2005 года после продолжительной болезни от рассеянного склероза умирает басист «золотого» состава группы Виктор Ковалёв, а в ноябре 2006 — бывший барабанщик Николай Зарубин. В 2005 году в группу приходит клавишница и бэк-вокалистка Людмила Горькова. В 2006 году группа выступает в Париже на Всемирном дне музыки в составе: Владимир Рекшан (вокал), Николай Богданов (гитара), Илья Ивахнов (барабаны), Александр Гурцев (бас). В апреле 2008 года Владимир Рекшан получает премию журнала Fuzz в номинации «Легенда рока». Весной 2009 года в Нью-Йорке умирает бывший гитарист группы Андрей Мерчанский.
В 2009 году в связи с 40-летием коллектива начинается публикация дисков Юбилейной серии: выходят альбомы «Лучшие годы», «Избранные», «Песни алкоголика», «1972-й». Также проходит серия концертов, посвящённых юбилею. На одном из них, состоявшемся 31 октября 2009 года в Манеже при участии группы «Мифы», происходит видеозапись, в результате чего в начале 2011 года выходит первый DVD группы. 25 февраля 2011 года умирает барабанщик и гитарист, автор и исполнитель некоторых песен группы, участник всех номерных альбомов, один из основных участников группы Николай Корзинин.
В настоящее время Владимир Рекшан продолжает писать книги, регулярно помогать реабилитационному центру «Дом на горе», участвует в гражданской жизни города Санкт-Петербург (является одним из учредителей и председателем комитета «Граждане Санкт-Петербурга»), выступает против изменения архитектурного облика Санкт-Петербурга, в частности, против строительства Охта-центра,, чему посвящена песня «Газпром, не строй нам эту башню». 22 апреля 2010 года во время концерта в Сортавале в честь 140-летия со дня рождения В. И. Ленина Владимиру Рекшану вручены Орден Ленина и диплом с подписью Г. Зюганова с надписью: «За активную гражданскую позицию и пропаганду отечественной рок-музыки». 5 ноября 2011 года Владимир Рекшан принимает участие в концерте, посвящённом 30-летию Ленинградского рок-клуба. Группа часто сотрудничает и выступает с Митьками.
В октябре — ноябре 2013 года прошли презентации первой грампластинки «Санкт-Петербурга» — '69 — '94. Выпускающий лейбл — Imagin. Событие интересно тем, что, возникнув гораздо раньше некоторых отечественных рок-групп, имевших значительные или малые тиражи на виниле, Рекшан и его команда остались вне этого процесса по понятным причинам, но, тем не менее, сумели приобщиться в последний момент.

## Состав

### Текущий состав
- Владимир Рекшан — вокал, гитара, губная гармошка (1967—…)
- Евгений Климов — бас гитара, гитара (2017—…)
- Илья Ивахнов — ударные (2009—…)
- Максим Зорин — гитара, клавиши (2012—…)

## Бывшие участники

### Вокалисты
- Михаил Попов (1968)
- Алексей Матусов (1969)
- Михаил «летающий сустав» Марский (1969—1972)
- Николай Корзинин (1972—2010) †
- Людмила Горькова (2005—2010)

### Гитаристы
- Игорь Горлинский (1967—1968)
- Валерий Кабрин (1968—1969)
- Никита Зайцев (1972—1989) †
- Александр Тараненко (1974)
- Вячеслав Евтеев (1977—1978) †
- Владимир Желудов (1981—1982)
- Сергей Болотников (1986—1987)
- Андрей Мерчанский (1988—2009) †
- Вадим Блейзизен (1990)
- Николай Богданов (1990—2010)
- Александр Ляпин (1990, 2000)
- Сергей Донов (1991—1992)
- Сергей Степанов (1992—1994)
- Стас Веденин (1996—2009)
- Леонид Синцов (2002—2009)
- Дмитрий Самусенко (2002—2005)
- Игорь Бобер (2002)

### Басисты
- Илья Нехлюдов (1967—1968)
- Сергей Синельников (1968—1969)
- Сергей Юденков (1968—1969)
- Алексей Матусов (1969)
- Юрий Баландин (1970)
- Сергей Лемехов (1970—1974) †
- Евгений Останин (1972)
- Виктор Ковалёв (1972—1982, 1988) †
- Олег Поляков (1977—1978) †
- Евгений Волощук (1985—2007)
- Василий Соколов (1990…)
- Олег Миронов (2002)
- Александр Гурцев (2006)

### Барабанщики
- Вячеслав Гулин (1967—1968)
- Борис Галкин (1969—1970)
- Михаил «летающий сустав» Марский (1969—1972)
- Владимир Лемехов (1970—1974) †
- Андрей Алексеев (1972—1973)
- Владимир Лебедев (1973—1974)
- Николай Корзинин (1972—2010) †
- Николай Зарубин (1977—1978) †
- Геннадий Аржаев (1990)

### Клавишники
- Яков Рехтер (1967—1968)
- Борис Улыбин (1968—1969)
- Михаил «летающий сустав» Марский (1969—1972)
- Юрий Белов (1972)
- Никита Лызлов (1972—1978) †
- Александр Лопатин (1977—1978)
- Олег Иванов (1981—1982)
- Кирилл Широков (1985—1987)
- Антон Антонов (1990)
- Сергей Рудашевский (1991—1994)
- Юрий Задоров (1997—2000)
- Анастасия Бартенева (2002—2009)
- Людмила Горькова (2005—2010)

### Струнные инструменты
- Никита Зайцев — скрипка (1972—2000) †

### Духовые инструменты
- Борис Улыбин — саксофон (1968—1969)
- Андрей Соколов — флейта (1988)

## Дискография

### Студийные альбомы и сборники
- Коллекционный альбом '69 — '94 (1994, первая студийная запись песен прошлых лет, переиздано на LP в 2013)
- Лирика капитализма (1996, перезаписанные песни 1980-х — 1990-х)
- Классика (1997, перезаписанные песни начала 1970-х)
- Лучшее 1970—2000 (2000, сборник)
- Революція (2003, народные и советские песни в обработке Владимира Рекшана)
- Живьём! (2003, песни 1 — 10 — запись с VI Фестиваля Ленинградского рок-клуба на Зимнем стадионе 7 июня 1988, песни 11 — 13 — запись с концерта, посвящённого дню рождения Дюши Романова в ДК Ленсовета 28 июля 2000 года, песня 14 — из неопубликованного)
- Хвост и Рекшан на Монмартре (2005, записано на квартирнике во Франции при участии Владимира Рекшана, Алексея Хвостенко, Кирилла Терра, Анны Болдыревой)
- Лучшие годы (2009, Юбилейная серия, диск 1)
- Избранные (2009, Юбилейная серия, диск 2)
- Песни алкоголика (2009, Юбилейная серия, диск 3; ранее выходил в США на кассетах под названием «Трезвость» (второе название — «Serenity prayer») в 2003 году)
- 1972-й (2009, Юбилейная серия, диск 4; концерт на Химфаке ЛГУ, 1972 год)
- Небо на всех (2016, альбом состоит из новых песен)
- За что? (2023, альбом состоит из новых песен)

### Бутлеги
- Концерт на IV фестивале Ленинградского рок-клуба (30 мая 1986 года, запись нигде не издавалась)
- Концерт на V фестивале Ленинградского рок-клуба (3 июня 1987 года, запись нигде не издавалась)

### Сборники с другими исполнителями
- VI фестиваль Ленинградского рок-клуба (записано 4 — 10 июня 1988 года, выпущено на грампластинках в 1990)
- Свободная культура. Звуки Северной Столицы (1995)
- Митьки «Зе Бест» (1996)
- V фестиваль Ленинградского рок-клуба, часть 1 (записано 3 −7 июня 1987 года, издано на кассетах в 1998 году)
- День рождения Дюши Романова, диск 2 (записано 28 июля 2000 года)
- 20 лет Питерскому Рок-клубу (2001)
- По полю танки грохотали (2002)
- Митьковская олимпиада 1 — формула русского рока (2003)
- Митьковская олимпиада 2 — формула русского рока (2004)
- Антропология-2 (CD-приложение к журналу «FUZZ», 2004 год)
- Митьковский Питер (2004)
- Митьковская олимпиада 3 (2005)
- Meilleur rock ruse a paris (2005, приложение к журналу «La Pensêe Russe»)
- Митьковская олимпиада 4 (2006)
- Митьковская олимпиада 5 (2007)
- Митьковская олимпиада mp3 (2007, сборник первых четырёх олимпиад в формате mp3)
- FUZZ против наркотиков, алкоголя, никотина (CD-приложение к журналу «FUZZ», декабрь 2007 года)
- Трибьют «Живой Маяковский», часть 2 (19 июля 2008)

### DVD
- Live in «Manege» (2011, запись концерта, проходившего 31 октября 2009 года в рамках фестиваля арт-центра «Пушкинская, 10», посвящённому 40-летию группы)

## Другие группы с подобным названием
В 1989 году появился коллектив «Санкт-Петербург — 2», позже ставший называть себя просто «Санкт-Петербург», при этом продюсера Владимира Киселёва, бывшего участника ВИА «Земляне», обвиняли в том, что он «украл название ансамбля», который существовал в 70-е годы, однако Киселёв тогда назвал это «попыткой возрождения идей и концепций прежнего состава многими забытой группы». На основе этой команды в 2003 году появилась новая молодёжная глэм-роковая группа «Санкт-Петербург», продюсерами которой стали бывший солист группы «Санкт-Петербург — 2» Владимир Трушин и всё тот же Владимир Киселёв, к тому времени перебравшийся в Москву, ставший крупным бизнесменом и приближённым Владимира Путина. Позднее появилась также некая ска-панк группа «Санкт-Петербург» («St Petersburg»), которая в 2017 году записала песню «Родина футбола» и даже получила за эту песню премию «Золотой граммофон — 2017».